# Alpaida keyserlingi
Alpaida keyserlingi är en spindelart som beskrevs av Levi 1988. Alpaida keyserlingi ingår i släktet Alpaida och familjen hjulspindlar. Inga underarter finns listade i Catalogue of Life.